# Крокодокодил (фестивал)
Крокодокодил је фестивал књижевности и илустрације за децу. Покренут је 2013. године. Годишњег је карактера и намењен најмађим генерацијама читалаца у Србији. Одржава се у организацији Удружења Крокодил, које организује и годишњи књижевни фестивал Крокодил

## Циљеви фестивала
Фестивал књижевности и илустрације за децу Крокодокодил формиран је око премисе да је од неижмерне важности доприносити развоју будуће читалачке публике на динамичан, систематичан и континуиран начин.
Фестивал има за циљ да формира читалачке навике код деце, и то коришћењем различитих визуелних и аудио материјала те драматургије, режије, декора и мизансцена што резултира мешавином фестивалског и позоришног догађаја. Реализација догађаја укључује најсавременије мултимедије како би читав догађај што боље био прилагођен осећају за ритам и начелном сензибилитету најмлађе читалачке публике.

## Пратећи програм фестивала
Пратећи програм фестивала укључује радионице за децу и општу јавност, предавања за стручњаке из подручја књижевности за децу као и креативне конкурсе за најмађу публику у читавој Србији. Такође, пратећи програм фестивала обухвата и изложбу дечјих цртаних и писаних радова који се оцењују пре фестивала док се младим ауторима награђених радова награде додељују током главне фестивалске церемоније.

## Досадашње „епизоде” фестивала
Сваке године фестивал Крокодокодил налази инспирацију у другој теми, а до сада су одржане следеће „епизоде”:
- 2013. - „Чудовиште које ’гута’ књиге”[2]
- 2014. - „Како побећи из хорор приче”[3]
- 2015. - „Библиоскоп или пази, чита се!”[4]
- 2016. - „Како су Лола и Ивица спасили бајке”[5]
- 2017. - „Путовање у средиште књиге”[6]
- 2018. - „У туђим патикама”

## Досадашњи учесници фестивала
- Раша Попов
- Јасминка Петровић
- Добросав Боб Живковић
- Дарко Мацан
- Ана Ђокић
- Иван Бевц
- Круно Локотар
- Растко Ћирић
- Александар Палавестра
- Урош Петровић
- Лена Олмарк
- Владислава Војновић
- Игор Коларов
- Уте Вегман (Ute Wegmann)
- Милутин Петровић
- Тања Бошковић
- Милош Спасојевић
- Дејан Алексић
- Весна Моравић Балкански
- Енис Чишић
- Тијана Тропин
- Ивана Балдасар Петровић
- Ламија Бегагић
- Бојана Лукић
- глумци позоришта Дадов
- бенд ЕПП
- ученици основних школа